# Kościół św. Jerzego w Nördlingen
Kościół św. Jerzego (niem. St. Georg) – luterańska, późnogotycka świątynia parafialna znajdująca się w niemieckim mieście Nördlingen.

## Historia
Decyzję o budowie świątyni podjęto 17 października 1427 roku. W 1451 ukończono budowę prezbiterium i rozpoczęto wznoszenie nawy, a w 1454 położono kamień węgielny pod wieżę. W 1462 zainstalowano ołtarz, a w 1490 ukończono budowę wieży. W 1505 prace ukończono wzniesieniem sklepienia. W okresie reformacji, w latach 1523–1525, kościół przeszedł w ręce luteran. W 1537 roku prowizoryczny hełm wieży spłonął wskutek uderzenia pioruna, a po odbudowie hełm uzyskał obecny wygląd. W latach 1877–1887 budynek poddano renowacji. 30 marca 1945 bomba lotnicza zniszczyła organy z 1889 roku, a 2 lutego 1974 spłonęły stare, barokowe organy z 1610 roku. W 1977 świątynię odrestaurowano.

## Architektura i wyposażenie
Świątynia późnogotycka, trójnawowa, o układzie halowym. Sklepienie podtrzymywane jest na 22 smukłych kolumnach, a 24 okna zdobią maswerki. Wieża kościoła, o wysokości 90 metrów, znana jest jako Daniel. 
Pierwotny ołtarz główny autorstwa Friedricha Herlina został rozebrany na części w 1683 roku. Od końca XIX wieku panele ołtarza można wystawiano w muzeum w ratuszu miejskim. W 1969 ustawiono go w lewej nawie kościoła, gdzie stoi do dziś. Zewnętrzną część ołtarza zdobią sceny z życia św. Jerzego i św. Marii Magdaleny oraz sceny męki i zmartwychwstania Jezusa Chrystusa. Wewnętrzna część przedstawia sąd ostateczny, zdobią ją również rzeźby fundatorów ołtarza.
Barokowy ołtarz główny wykonano w roku 1683, ustawione w nim gotyckie figury wykonał w 1462 roku Nikolaus Gerhaert. W centralnej części znajduje się Chrystus ukrzyżowany w otoczeniu swojej matki i św. Jana Apostoła, a po bokach ołtarza ustawiono figury śś. Jerzego i Marii Magdaleny.
Gotycka chrzcielnica pochodzi z roku 1492, wykonano ją z suevitu. Jej szczególną cechą jest połączenie z piecem służącym do podgrzewania zgromadzonej w niej wody. Bogato zdobione sakramentarium wykonał w latach 1511–1525 Stephan Weyrer Starszy.
Gotycka ambona powstała w 1499 roku. Zdobią ją wizerunki czterech ewangelistów, a pola pomiędzy nimi wypełniają rzeźby świętych: Jerzego, Jana, Chrystusa, Matki Bożej i Marii Magdaleny. Barokowy baldachim ambony wykonał w 1681 roku Michael Ehinger, który udekorował ją herbami obywateli miasta i aniołami trzymającymi Narzędzia Męki Pańskiej. Wieńczy go figura Chrystusa Zmartwychwstałego. Na żeliwnych drzwiach prowadzących na ambonę widnieje herb Nördlingen.
Na zachodniej emporze, wzniesionej w 1508 roku, w 1977 ustawiono organy, które zastąpiły instrument zniszczony podczas II wojny światowej. W 2005 organy zostały rozbudowane przez przedsiębiorstwo Orgelbau Rensch, od tego czasu składają się czterech manuałów i 3468 piszczałek zgrupowanych w 56 głosów. Jeden z manuałów połączony jest z organami bocznymi, wzniesionymi w 1610 roku. Instrument spłonął wraz z drewnianą emporą 3 lutego 1974, w 1976 ukończono jego odbudowę. Składa się z dwóch manuałów i 10 głosów.
Na wieży kościoła zawieszony jest dzwon Dwunastu Apostołów (niem. Zwölf-Apostel-Glocke), pochodzący z kolegiaty Najświętszej Maryi Panny Królowej Świata w Stargardzie, który odlano z materiału ze średniowiecznego instrumentu. W 1944 trafił na tzw. cmentarz dzwonów pod Hamburgiem, a po zakończeniu II wojny światowej w 1952 zawieszono go na wieży Daniel.

## Galeria

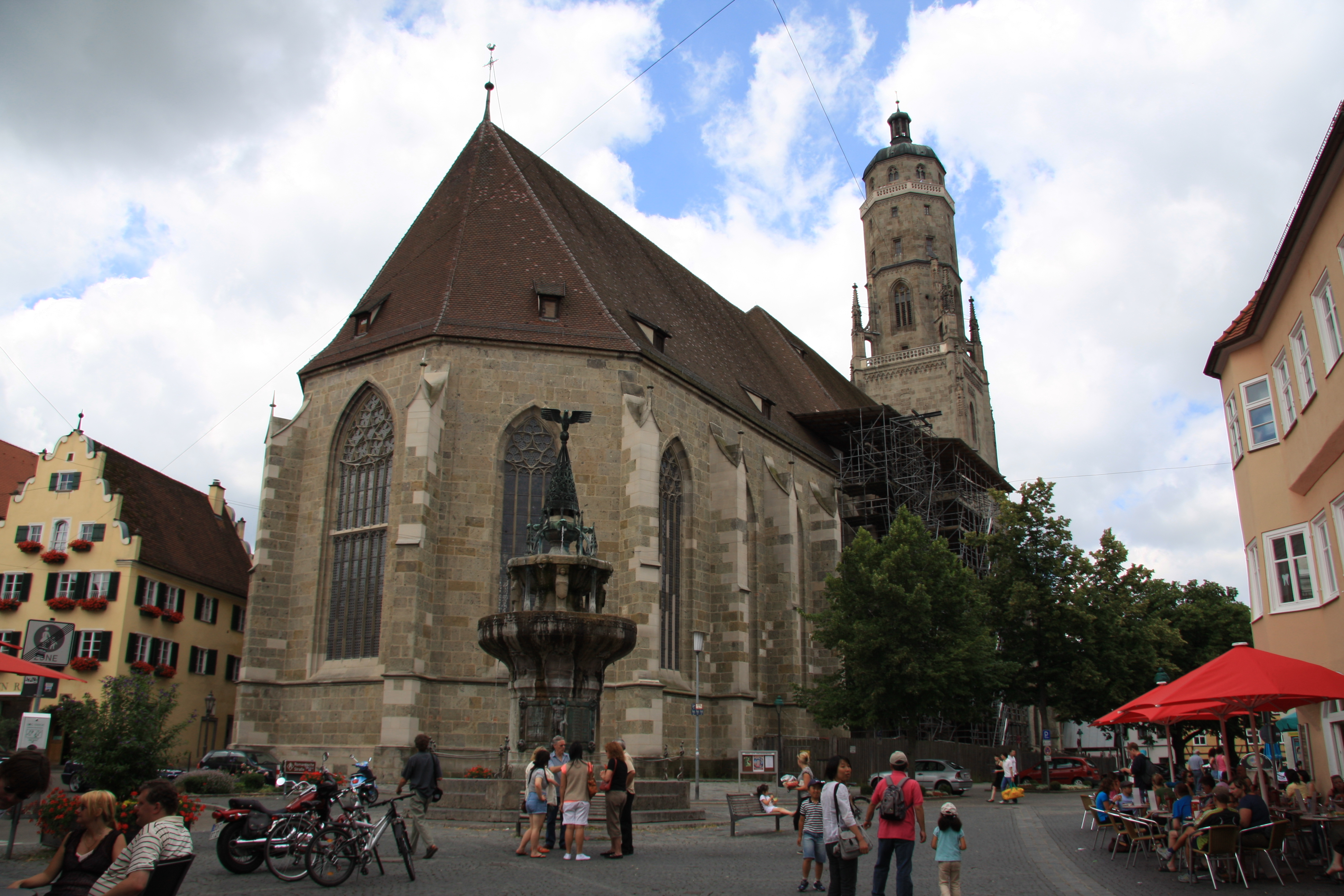
Widok ze wschodu
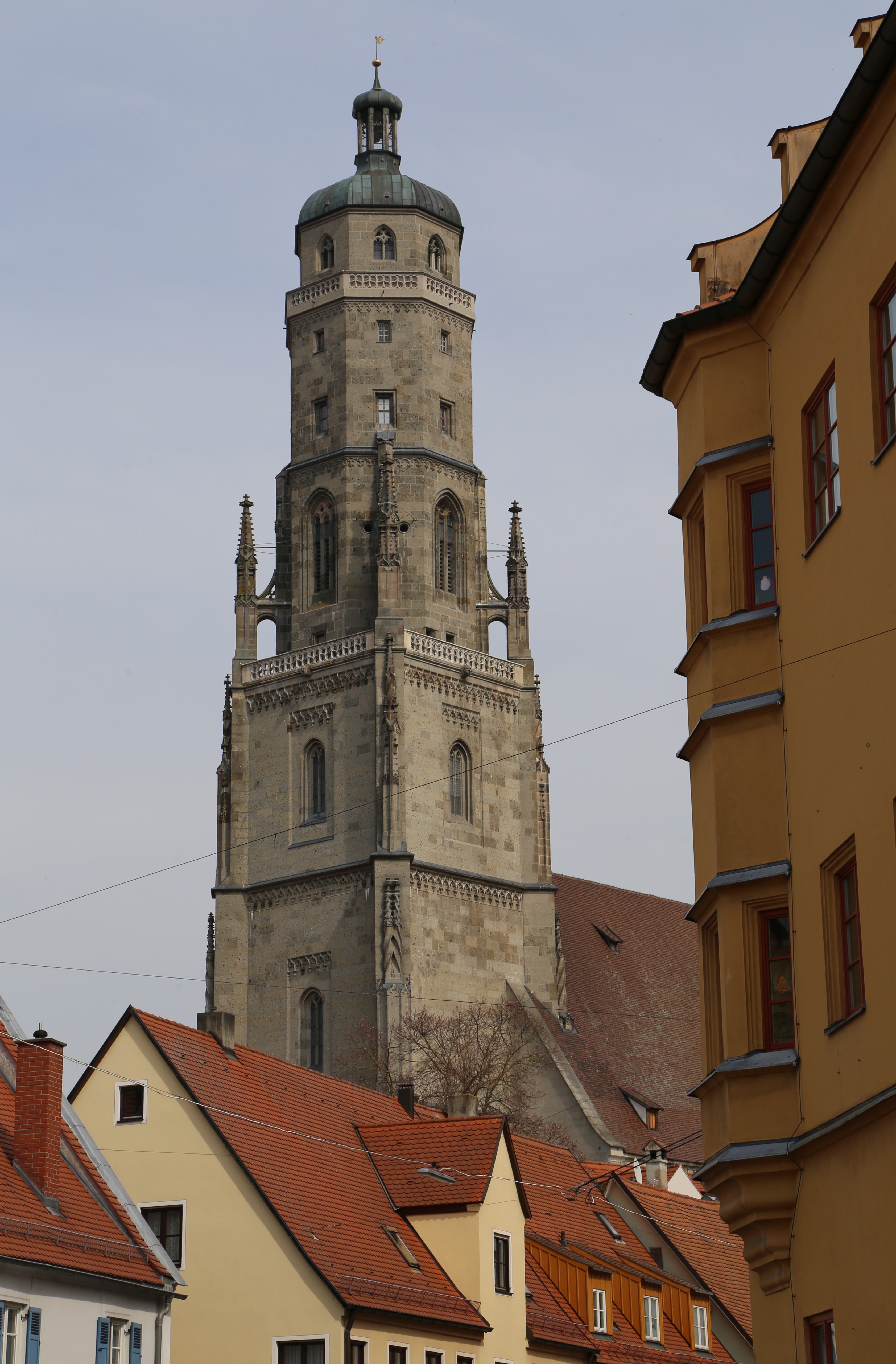
Wieża Daniel
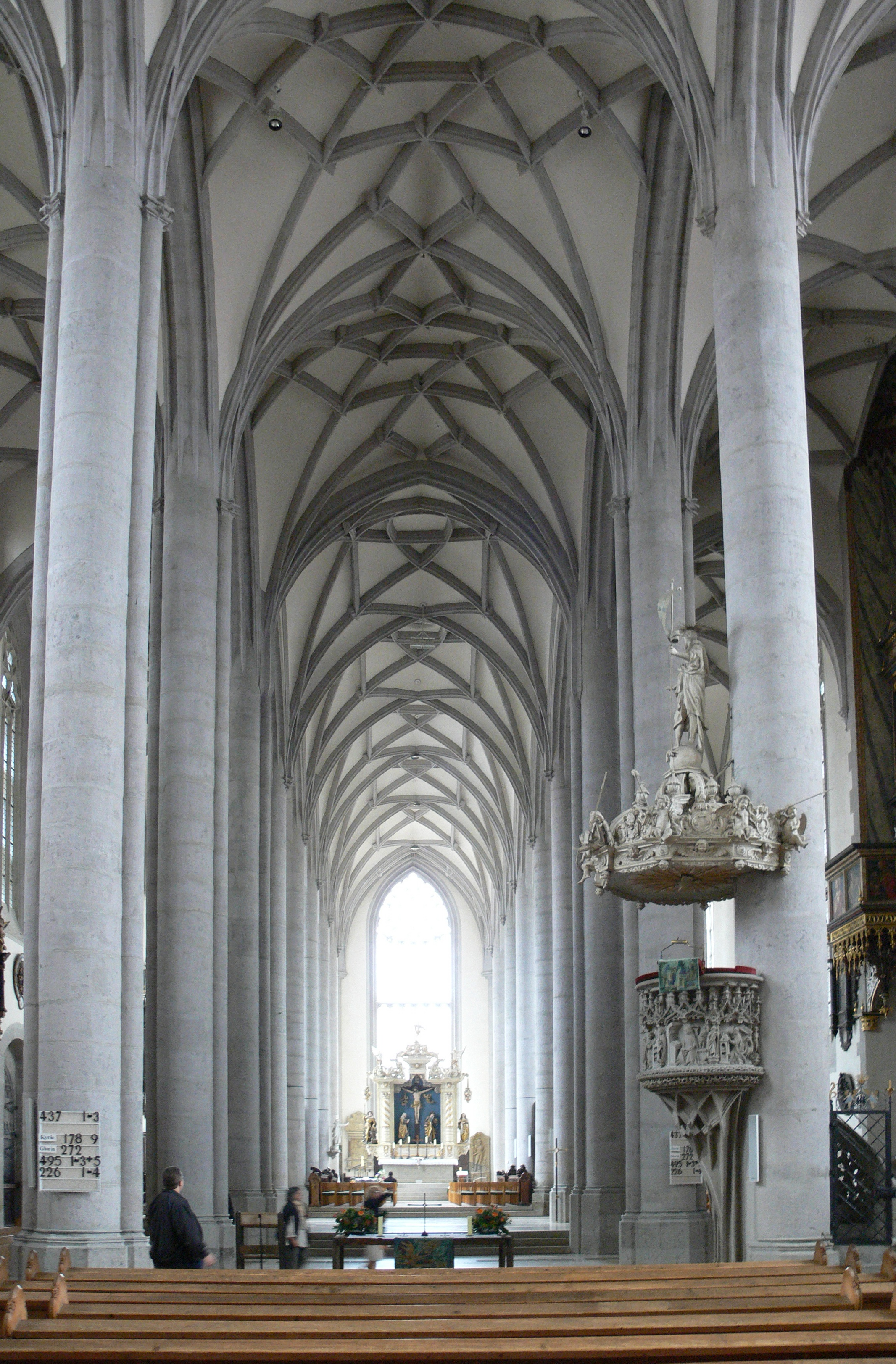
Wnętrze
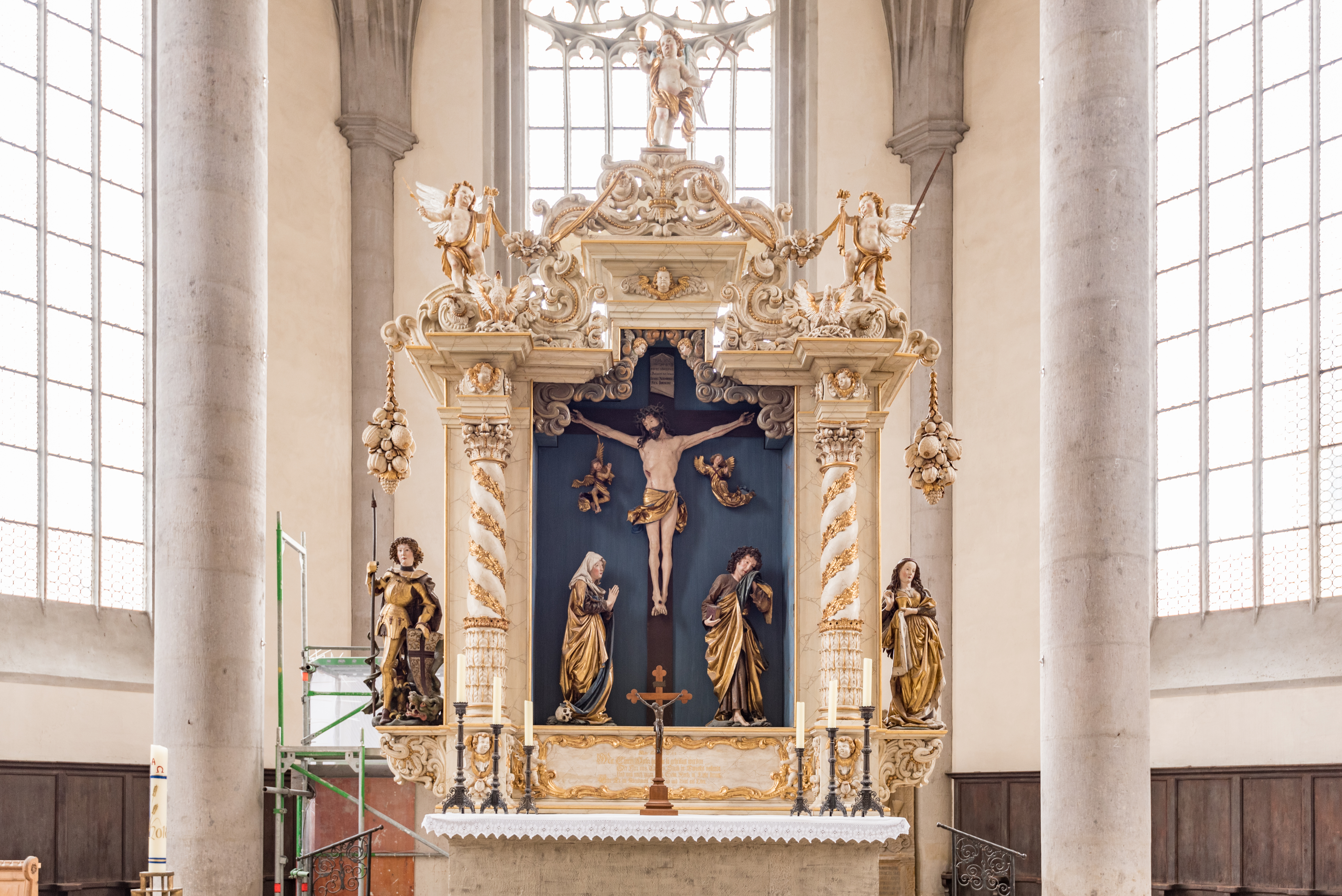
Barokowy ołtarz główny
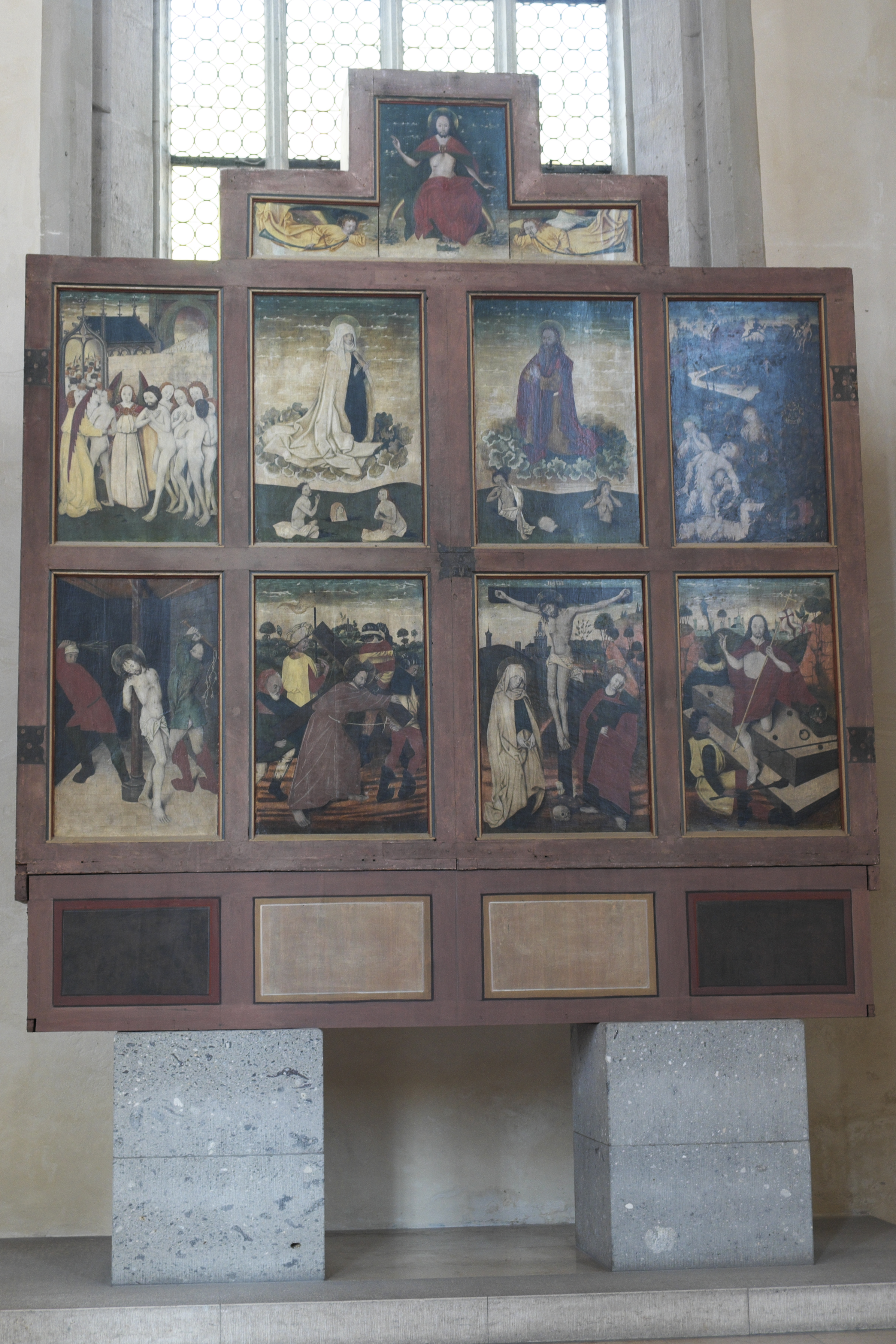
Ołtarz Herlina
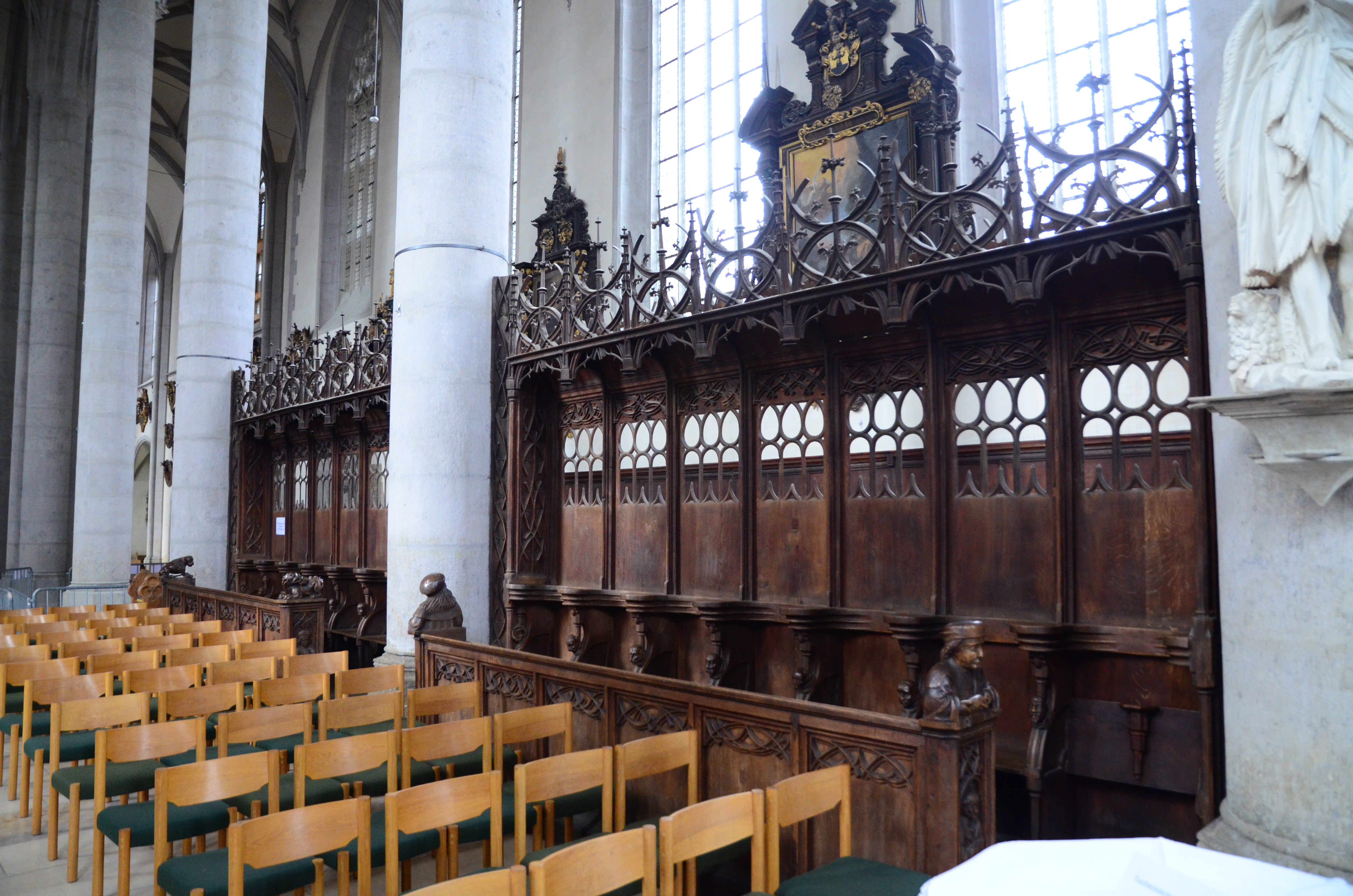
Stalle
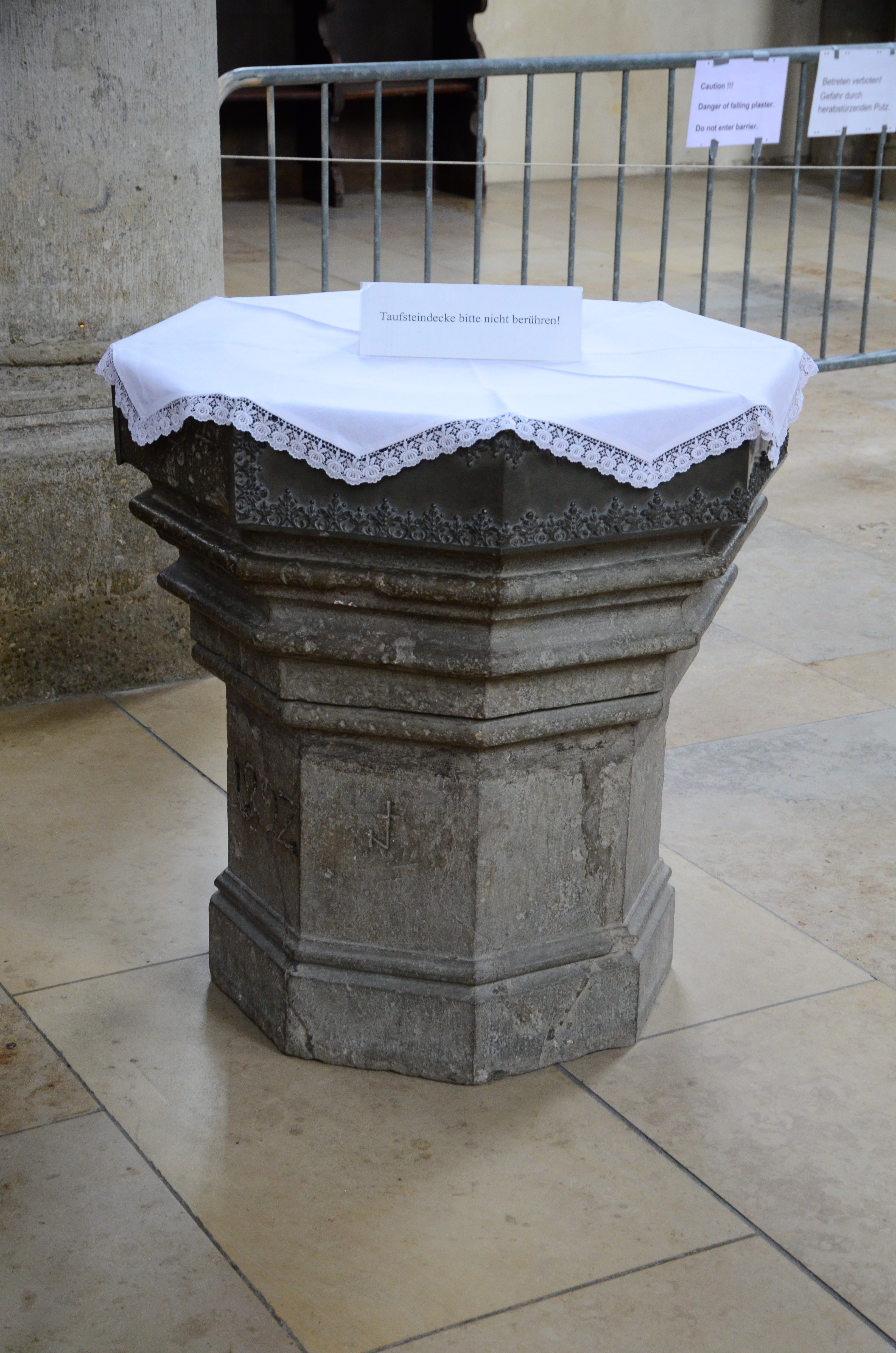
Chrzcielnica
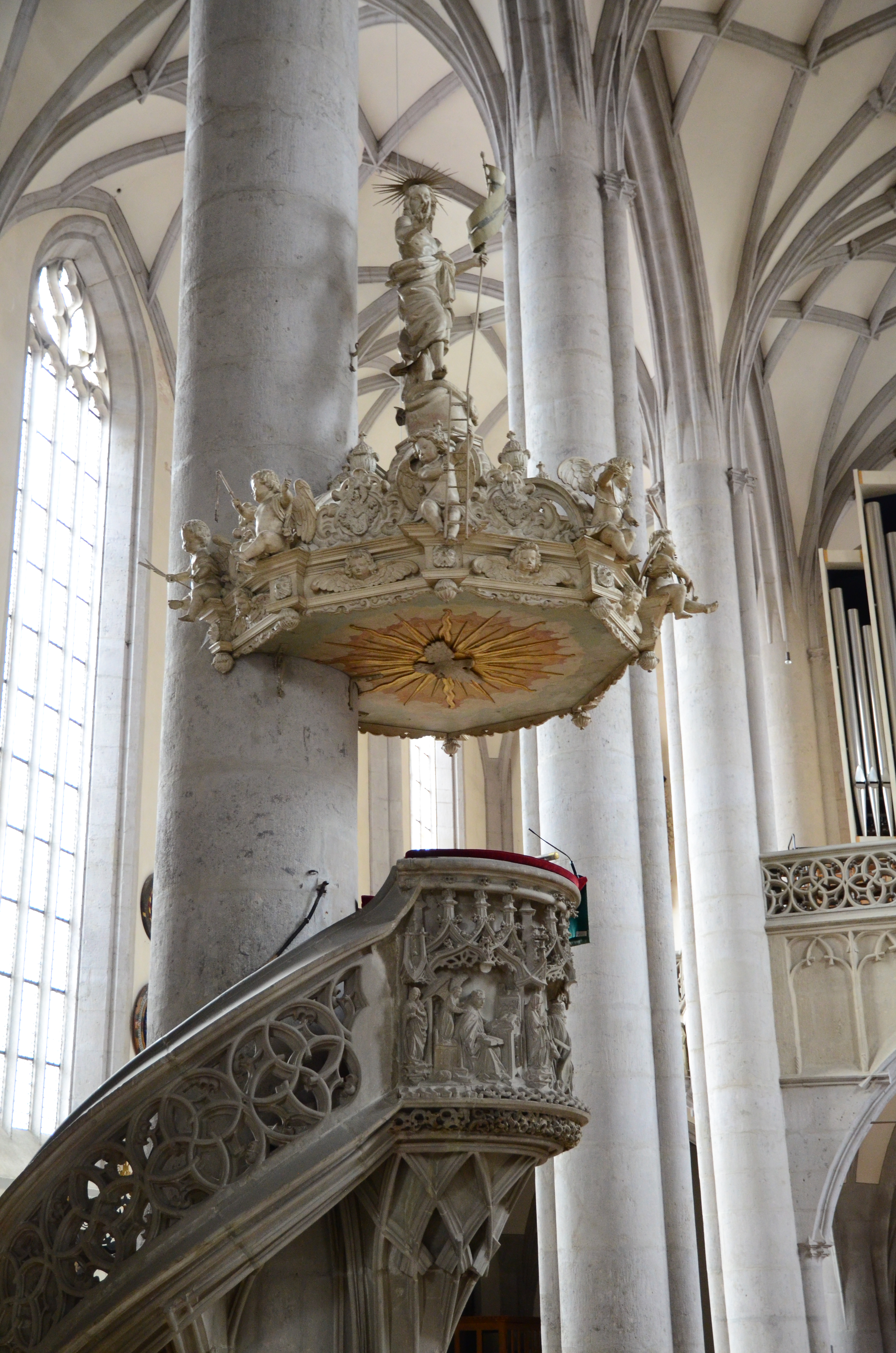
Ambona
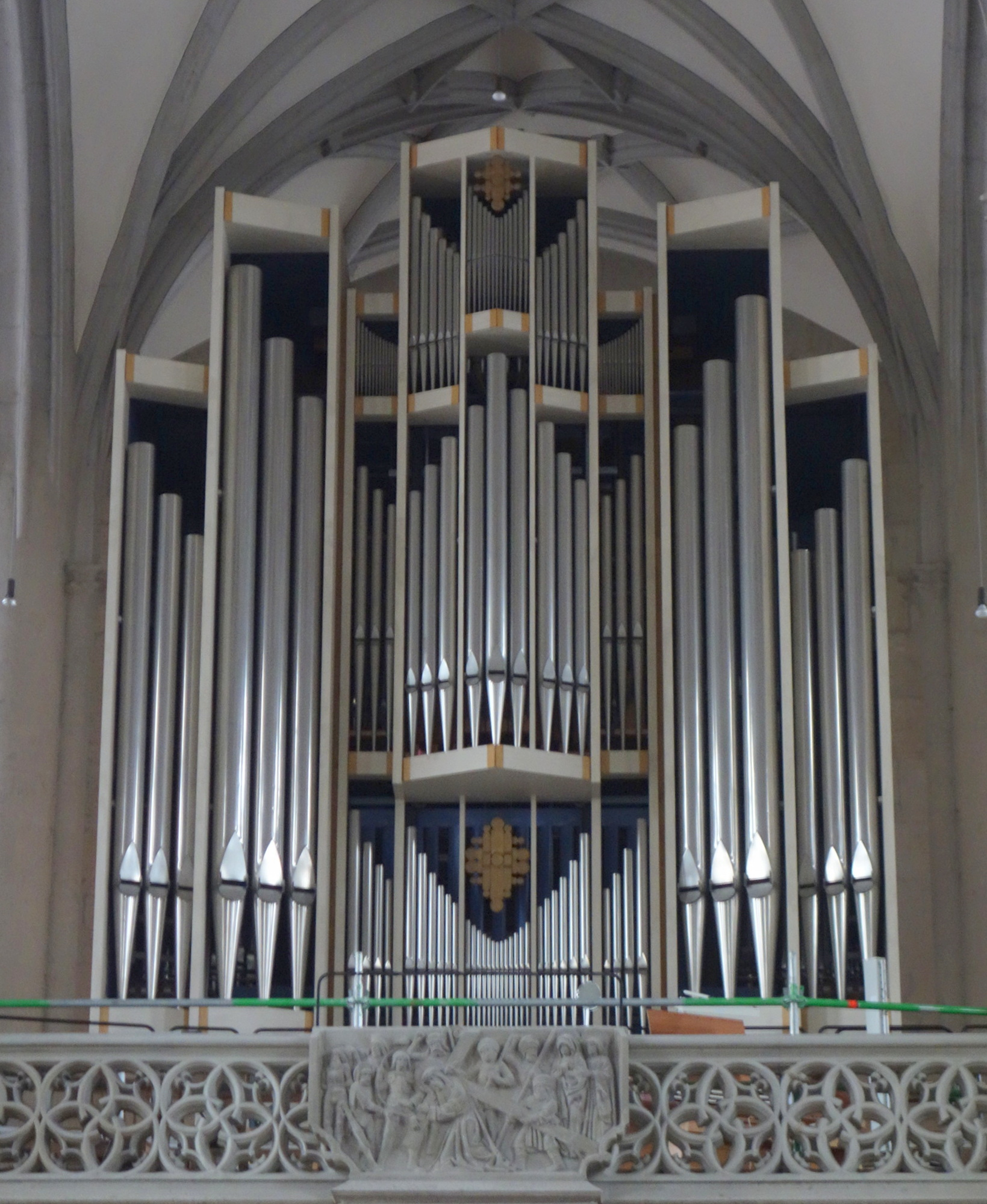
Organy główne
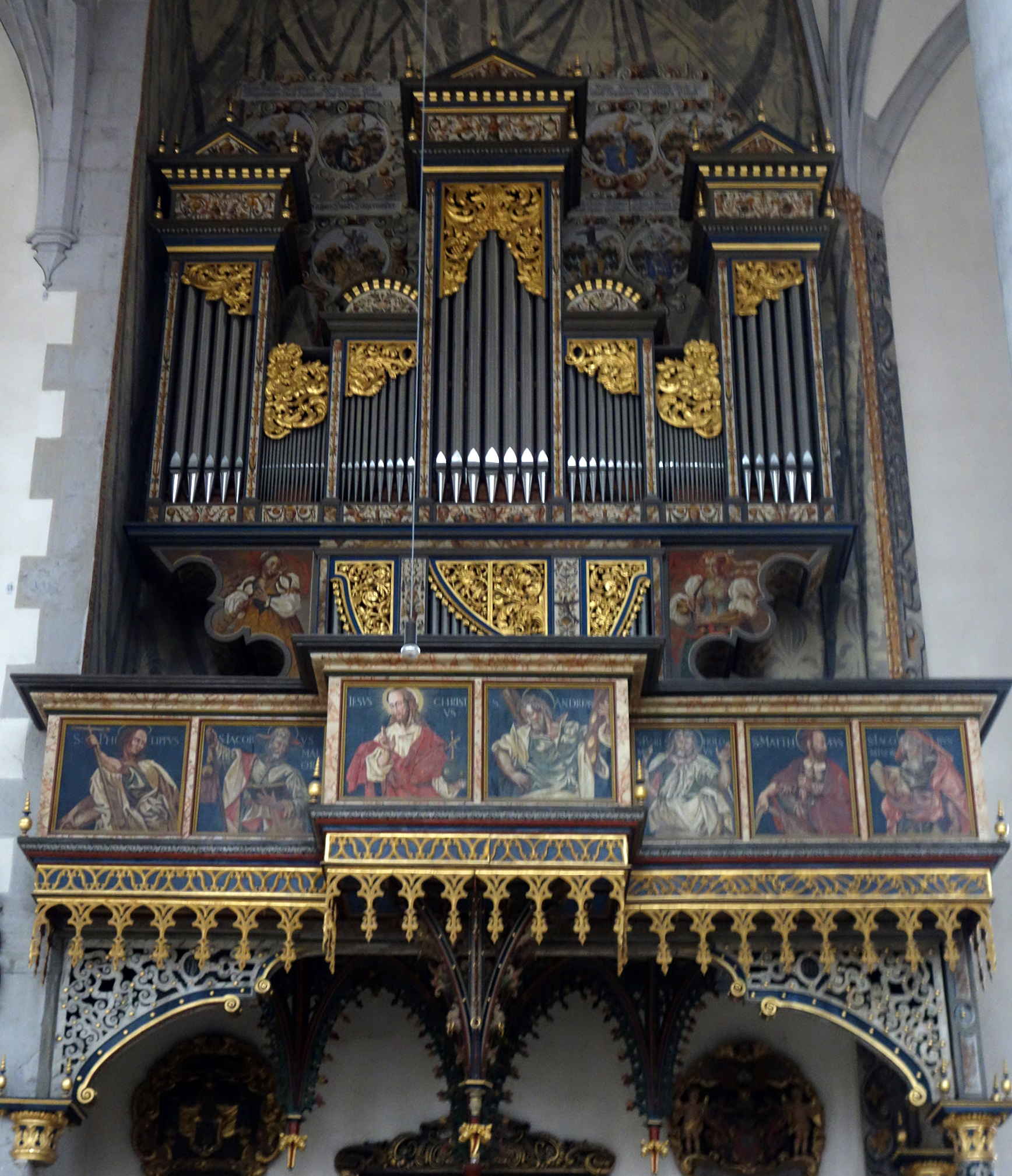
Organy boczne
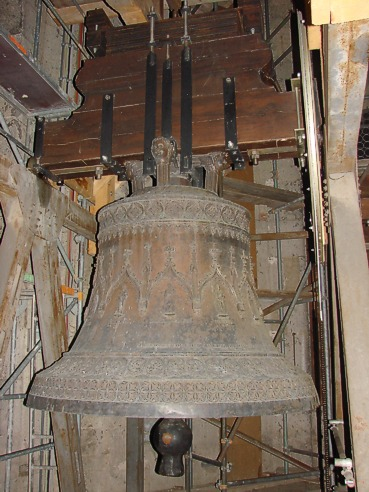
Dzwon Dwunastu Apostołów ze Stargardu